# Fabrikgebäude der Firma Brackelsberg

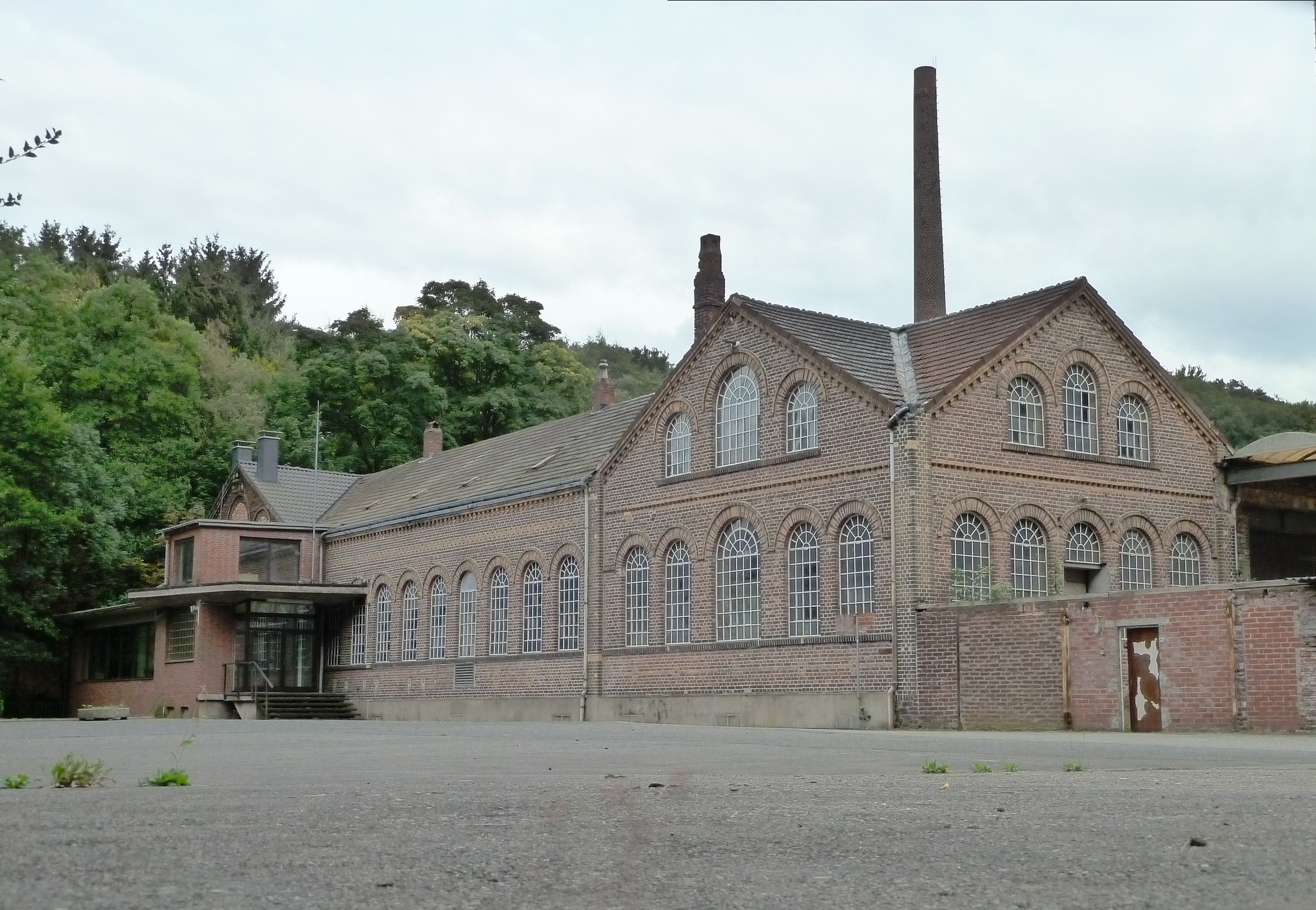
Die Fassade

Das Fabrikgebäude der Firma Brackelsberg (postalische Anschrift Heilenbecker Straße 117–121) ist ein Fabrikgebäude in dem Ennepetaler Ortsteil Milspe. Seine Nord- und Westfassaden stehen unter Denkmalschutz.

## Beschreibung
Im 19. Jahrhundert siedelte sich die Gießerei Brackelsberg an diesem Standort an. Sie steht in Tradition zahlreicher protoindustrieller Hammerwerke an dem Bach Heilenbecke seit dem ausgehenden Mittelalter. Diese Produktionsstätten entwickelten sich zum Teil im Laufe der Zeit zu modernen Fabrikationsstätten der Metallindustrie, die von den Standortvorteilen wie einer ausgebildeten Facharbeiterschaft und guter verkehrsmäßiger Erschließung profitierten. So auch die Gießerei Brackelsberg.    
Das um 1900 entstandene Fabrikgebäude besitzt eine reich gegliederte Fabrikfassade mit charakteristischen Rundbogenfenstern mit Metallsprossen, die sichtbar vom Klassizismus beeinflusst ist. Es ist das einzige im Originalzustand noch weitgehend unveränderte Fabrikgebäude dieser Art im Ennepe-Ruhr-Kreis. 
siehe auch:
- Villa Brackelsberg
- Maschinenhaus der Firma Brackelsberg